# 西鶴岡信号場
西鶴岡信号場（にしつるおかしんごうじょう）は、山形県鶴岡市中野京田にある、東日本旅客鉄道（JR東日本）羽越本線の信号場である。

## 歴史
- 1965年（昭和40年）9月26日：開業[1]。

## 構造
本線・副本線とも双方向に出発信号機を備えた一線スルー構造となっている。
鶴岡駅満線時の待避線として用いられることが多く、通常ダイヤ時はあまり使われることはない。

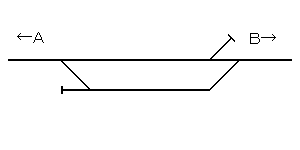
構内配線図　A: 鶴岡　B: 羽前大山

## 周辺
信号場北側には耕作地、南側には住宅地が広がる。
- 国道7号 - 信号場の中央付近上部を陸橋（鶴岡高架橋）が跨いでいる。
- 国道112号

## 隣の施設
東日本旅客鉄道（JR東日本）
■羽越本線
羽前大山駅 - 西鶴岡信号場 - 鶴岡駅